# 秦牧
秦牧（1919年8月19日—1992年10月14日），原名林派光，乳名林阿書，又名林顽石、林覺夫、林角夫，广东澄海人，生於香港，中国現代作家。

## 生平
秦牧是廣東省汕頭市澄海縣東裡鎮樟林人，本名林派光，童年和少年時曾僑居馬來西亞和新加坡。1932年回國，在澄海、汕頭和香港求學，1934年以“林顽石”之名在汕头一中就读，1935年更以“顽石”为笔名首次投稿，1936年在香港华南中学开始使用“林觉夫”一名。抗日戰爭時期，擔任過教師和編輯等工作，1939年在韶关开始使用“秦牧”这一笔名，取“结束秦苛，消除横暴之后，在关中原野上自由放牧、尽情驰骋”之意，1941年在桂林亦曾使用“吴瑜”、“但珂”、“史铁儿”等笔名。抗戰勝利後，在香港過了三年專業寫作生活。 1949年8月，參加中國人民解放軍粵贛湘邊區縱隊。中華人民共和國成立後，秦牧歷任廣東省文教廳科長，中華書局廣州編輯主任，《羊城晚報》副總編輯，1963年加入中國共產黨。
1962年發表散文集《藝海拾貝》。 1966年文革爆發，在《北京晚報》撰寫《燕山夜話》專欄雜文的前人民日報社長兼總編輯鄧拓被揪出來批判。廣東省委響應中央號召，也推出《羊城晚報》副總編輯秦牧作為相應鬥爭對象，在全省掀起批判大毒草《藝海拾貝》運動。參加批判的師生幾乎沒有人讀過《藝海拾貝》，也不知道何以是毒草。後來才知道秦牧寫了毛澤東回韶山文章，內有記述毛上山掃墓，在墓前念念有詞內容。此時運動已經深化為揪鬥黨內走資派，秦牧因為級別太低，就從報刊上消聲匿跡了。
文化大革命结束后，秦牧在1979年至1992年的14年间出书31部。1992年10月14日11时10分，秦牧因心脏骤停抢救无效在广州逝世，享年73岁。其遗孀、同为作家的吴紫风则于2011年4月12日零时10分在广州逝世。

## 作品集
- 《不朽者》
- 《秦牧全集》
- 《火种集》
- 《秦牧散文集》
- 《彩蝶树》
- 《秦牧儿童文学全集》
- 《秦牧文集》
- 《秦牧散文选》
- 《花城》
- 《秦牧科普作品选》
- 《华族与龙》
- 《艺海拾贝》
- 《哲人的爱》
- 《在国际飞机翼下》
- 《翡翠路》
- 《森林水滴》
- 《秋林红果》
- 《秦牧华侨题材作品选》
- 《秦牧论散文创作》
- 《访龙的家乡》
- 《中华散文珍藏本·秦牧卷》
- 《寻梦者的塑像》
- 《盛宴前的疯子演说》
- 《巨手》
- 《晴窗晨笔》
- 《愤怒的海》
- 《秦牧杂文》1947，开明
- 《贱货》(中篇小说)1948，南国书店
- 《世界文学欣赏初步》(文论)1948，生活
- 《洪秀全》(小说)1949，生活.读书.新知上海联合发行所
- 《珍茜姑娘》(短篇小说集)1950，广州南方书店
- 《世界文学欣赏》(文论)1950，三联
- 《北京的祝福》(话剧)1951，香港南方书店
- 《黄金海岸》(中篇小说)1955，华南人民
- 《复员军人杜美宗》(报告文学)1956，广东人民
- 《回国》(儿童文学集)1956，少儿
- 《在化装晚会上》(儿童文学集)1957，广东人民
- 《蜜蜂和地球》(儿童文学集)1957，长江
- 《贝壳集》(散文集)1958，作家
- 《祖国的港市》1958，解放军战士社
- 《星下集》(杂文集)1958，广东人民
- 《花城》(散文集)1961，作家；增订本，1982，花城
- 《艺海拾贝》(文论)1962，上海文艺
- 《潮汐和船》(散文集)1994，作家
- 《长河浪花集》(散文集)1978，人文
- 《巨手》(儿童文学集)1979，人文
- 《长街灯语》(散文集)1979，百花
- 《花蜜和蜂刺》(散文集)1980．人文
- 《秦牧选集》(散文、小说等合集)1981，四川人民
- 《晴窗晨笔》(散文集)1981，花城
- 《北京漫笔》(散文集)1982，北京
- 《愤怒的海》(长篇小说)1982，湖南人民
- 《秦牧序跋集》1982，花城
- 《秦牧作品选》(儿童文学集)1983，广东人民
- 《语林采英》(文选)1983，花城
- 《秋林红果》(散文集)1983，人文
- 《秦牧文集》(1—2集)1983——1985，春风(未出齐)
- 《秦牧自选集》(散文、小说等合集)1984，花城
- 《翡翠路》(散文集)1984，上海文艺
- 《秦牧旅游小品选》1984，河南人民
- 《秦牧华侨题材作品选》(散文、小说集)1984，福建人民
- 《塞上风情》(散文集)1985，广东旅游
- 《访龙的家乡》(散文集)1985，湖南人民
- 《秦牧知识小品选》1985，黄河
- 《地球龙迹》(散文集)1986，香港绿州出版公司
- 《和年轻人聊天》(散文集)1986，中青
- 《秦牧散文选》1987；人文
- 《大洋两岸集》(散文集)1987，花城
- 《盛宴前的疯子演说》(中、短篇小说选)1987，广西人民
- 《秦牧作品选》(故事、童话集)1989，少儿
- 《华族与龙》(散文集)1989，人文

## 秦牧散文目录
- 人格的力量
- 英雄交响曲
- 在遥远的海岸上
- 土地
- 社稷坛抒情
- 花城
- 花街十里—城春
- 长街灯语
- 榕树的美髯
- 面包和盐
- 菱角的喜剧
- 花蜜和蜂刺
- 森林水滴
- 潮汐和船
- 秋林红果
- 奇迹泉
- 古战场春晓
- 海滩拾贝
- 沙面晨眺
- 江上灯语
- 长城远眺
- 雄奇瑰丽的中国山水
- 天坛幻想录
- 五洲激荡虎门风
- 南国鸟节
- 茂陵石雕的奇迹
- 华族与龙
- 欧洲的风雪和阴霾
- 哈瓦那华侨纪功碑
- 新加坡戏剧性的一天
- 烛光摇曳的船舱
- 在澳门喷水池旁
- 访蒙古古都遗迹
- 脊梁颂
- 哲人的爱
- 梦里依稀慈母泪
- 青史留芳究是谁
- 无名氏登山英雄
- 低徊寻思话老年
- 豁达
- 哀“八旗子弟”
- 蒙地卡罗一老妇
- 缺陷者的鲜花
- 鬣狗的风格
- 给一个喜欢骑马的女孩
- 鲜花百态和艺术风格
- 杜甫爬树和鲁迅驰马